# Pi Puppis
Pi Puppis (π Pup / π Puppis) è una stella di colore arancione di magnitudine 2,71, visibile nella costellazione della Poppa; dista 804 anni luce dal sistema solare.
Anche se poco noto, possiede un nome proprio, Ahadi, col significato di grande promessa.

## Osservazione
La stella si trova in direzione di un ammasso aperto molto disperso noto come Cr 135, il quale si trova però leggermente in primo piano rispetto alla stella, se visto dalla Terra. La sua posizione moderatamente australe fa sì che questa stella sia osservabile specialmente dall'emisfero sud, in cui si mostra alta nel cielo nella fascia temperata; dall'emisfero boreale la sua osservazione risulta invece più penalizzata, specialmente al di fuori della sua fascia tropicale. La sua magnitudine pari a 2,7 le consente di essere scorta con facilità anche dalle aree urbane di moderate dimensioni.
Il periodo migliore per la sua osservazione nel cielo serale ricade nei mesi compresi fra febbraio e giugno; nell'emisfero sud è visibile anche per buona parte dell'inverno, grazie alla declinazione australe della stella, mentre nell'emisfero nord può essere osservata in particolare durante i mesi primaverili boreali.
Da un radiante meteorico in direzione di questa stella irradia lo sciame meteorico delle Pi Puppidi, attivo durante il mese di aprile.

## Caratteristiche
π Puppis è una stella che sta evolvendo verso lo stadio di supergigante rossa. Solo 15 milioni di anni fa, questa stella era di classe spettrale B0, vale a dire una stella azzurra e molto calda; si prevede che terminerà il suo ciclo vitale entro 30 milioni di anni, esplodendo in una supernova. La sua magnitudine assoluta è pari a −4,9 e la sua velocità radiale positiva indica che la stella si sta allontanando dal sistema solare.
A poco più di un minuto d'arco è presente una compagna, Pi Puppis B, di magnitudine 8,0, separata da 69,2 secondi d'arco da A e con angolo di posizione di 213 gradi; questa è una stella bianco-azzurra di sequenza principale di classe spettrale B9,5 con una massa 2,5 volte circa quella solare. La separazione reale della componente B dalla principale è di circa 20000 au ed il periodo orbitale di almeno 700 000 anni.